# ستانلي جاكسون (كرة سلة)
ستانلي جاكسون (بالفرنسية: Stanley Jackson) مواليد 10 أكتوبر 1970 في توسكيجي، هو لاعب كرة سلة أمريكي سابق. بدأ مسيرته الاحترافية في سنة 1993. يبلغ طوله 6 قدم 3 بوصة (1.9 م). اعتزل اللعب في 2006.

## المسيرة الاحترافية
لعب مع مينيسوتا تمبر ولفز في موسم 1993–1994، ثم لعب مع أيه إي كي لارنكا في موسم 1994–1995، ثم لعب مع قصرش في الدوري الإسباني في موسم 1996–1997، ثم لعب مع إشبيلية في موسم 1997–1998، ثم لعب مع جاي دي أيه ديجون في الدوري الفرنسي في موسم 1999–2000، ثم لعب مع إلان شالون من سنة 2000 إلى 2005، ثم لعب مع ستراسبورغ أي جي في الدوري الفرنسي في موسم 2005–2006.

## روابط خارجية
- ستانلي جاكسون على موقع إن بي أي (الإنجليزية)
- ستانلي جاكسون على موقع سبورتس رفرنس (الإنجليزية)
- ستانلي جاكسون على موقع الدوري الإسباني لكرة السلة (الإسبانية)
- ستانلي جاكسون على موقع كرة السلة الأوروبية.كوم (الإنجليزية)
- ستانلي جاكسون على موقع كلية كرة السلة في سبورتس رفرنس.كوم (الإنجليزية)
- ستانلي جاكسون على موقع ريلجم (الإنجليزية)
- ستانلي جاكسون على موقع بروبوليرز (الإنجليزية)
- ستانلي جاكسون على موقع سبورتس رفرنس (الإنجليزية)